# Campionatul Mondial de Handbal Feminin din 2015
Campionatul Mondial de Handbal Feminin 2015 a fost a XXII-a ediție a turneului organizat Federația Internațională de Handbal și s-a desfășurat în Danemarca, între 5 și 20 decembrie 2015. Danemarca a primit statutul de țară gazdă la 27 ianuarie 2011.

## Săli
Sălile în care a fost organizată competiția au fost anunțate pe 7 iunie 2014. Jyske Bank Boxen din Herning a găzduit finala, ambele semifinale, două sferturi de finală, meciuri din optimile de finală și grupa Danemarcei. SYDBANK Arena din Kolding a fost gazda a două sferturi de finală, a unor meciuri din optimile de finală și a grupei C, în timp ce Arena Nord din Frederikshavn și noua sală din Næstved au găzduit câte o optime de finală și câte o grupă fiecare.
| Herning                             | Kolding                                    |
| ----------------------------------- | ------------------------------------------ |
| Jyske Bank Boxen Capacitate: 14.000 | SYDBANK Arena Capacitate: 3.200            |
| FrederikshavnHerningKoldingNæstved  |                                            |
| Frederikshavn                       | Næstved                                    |
| Arena Nord Capacitate: 2.500        | Næstved Arena Capacitate proiectată: 3.500 |

## Turnee de calificare
| Competiția                                           | Data                             | Locurile disponibile | Calificate                                                                                  |
| ---------------------------------------------------- | -------------------------------- | -------------------- | ------------------------------------------------------------------------------------------- |
| Țara gazdă                                           | 27 ianuarie 2011                 | 1                    | Danemarca                                                                                   |
| Campioana mondială                                   | 6 – 22 decembrie 2013            | 1                    | Brazilia                                                                                    |
| Campionatul African de Handbal Feminin din 2014      | 16 – 25 ianuarie 2014            | 3                    | RD Congo · Angola · Tunisia                                                                 |
| Campionatul European de Handbal Feminin din 2014     | 7 – 21 decembrie 2014            | 1                    | Norvegia                                                                                    |
| Campionatul Asiatic de Handbal Feminin din 2015      | 14 – 23 martie 2015              | 3                    | Coreea de Sud · Japonia · China                                                             |
| Campionatul Pan-American de Handbal Feminin din 2015 | 21 – 28 mai 2015                 | 3                    | Cuba · Argentina · Puerto Rico                                                              |
| Meciurile de baraj europene                          | 8 octombrie 2014 – 14 iunie 2015 | 9                    | Franța · Rusia · România · Țările de Jos · Ungaria · Spania · Polonia · Muntenegru · Suedia |
| Turneul final de calificare                          | 15 - 17 iunie 2015               | 1                    | Kazahstan                                                                                   |
| Wild card                                            | 22 iunie 2015                    | 2                    | Germania · Serbia                                                                           |

### Turneul final de calificare
Un turneu final de calificare a avut loc între 15 și 17 iunie 2015, în Almatî, Kazahstan, pentru a desemna ultima națiune participantă. Programul partidelor a fost făcut public pe 3 iunie 2015. În urma meciurilor disputate, echipa Kazahstanului s-a calificat la turneul final.

#### Clasament
|  | Echipa calificată la Campionatul Mondial |

| Echipa    | M | V | E | Î | GM | GP | G   | Pct |
| --------- | - | - | - | - | -- | -- | --- | --- |
| Kazahstan | 3 | 3 | 0 | 0 | 94 | 65 | +29 | 6   |
| Congo     | 3 | 2 | 0 | 1 | 86 | 73 | +13 | 4   |
| Mexic     | 3 | 1 | 0 | 2 | 69 | 72 | −3  | 2   |
| Australia | 3 | 0 | 0 | 3 | 49 | 88 | −39 | 0   |

#### Rezultate
| 15 iunie 2015 18:00 | Mexic   | 24 - 16 | Australia   | Complexul sportiv Dostîk, Almatî Arbitri: Alpaizde, Berezkina |
| 15 iunie 2015 18:00 |         | (13-8)  | Brunsberg 8 | Complexul sportiv Dostîk, Almatî Arbitri: Alpaizde, Berezkina |
| 15 iunie 2015 18:00 | Cronica |         |             | Complexul sportiv Dostîk, Almatî Arbitri: Alpaizde, Berezkina |

| 15 iunie 2015 20:00 | Kazahstan | 36 - 24 | Congo | Complexul sportiv Dostîk, Almatî Arbitri: Florescu, Stoia |
| 15 iunie 2015 20:00 | (22-11)   |         |       | Complexul sportiv Dostîk, Almatî Arbitri: Florescu, Stoia |
| 15 iunie 2015 20:00 | Cronica   |         |       | Complexul sportiv Dostîk, Almatî Arbitri: Florescu, Stoia |

| 16 iunie 2015 17:00 | Australia | 12 - 32 | Congo | Complexul sportiv Dostîk, Almatî |
| 16 iunie 2015 17:00 | (6-13)    |         |       | Complexul sportiv Dostîk, Almatî |
| 16 iunie 2015 17:00 |           |         |       | Complexul sportiv Dostîk, Almatî |

| 16 iunie 2015 19:00 | Kazahstan | 26 - 20 | Mexic | Complexul sportiv Dostîk, Almatî |
| 16 iunie 2015 19:00 | (12-9)    |         |       | Complexul sportiv Dostîk, Almatî |
| 16 iunie 2015 19:00 |           |         |       | Complexul sportiv Dostîk, Almatî |

| 17 iunie 2015 17:00 | Mexic   | 25 - 30 | Congo | Complexul sportiv Dostîk, Almatî |
| 17 iunie 2015 17:00 | (12-16) |         |       | Complexul sportiv Dostîk, Almatî |
| 17 iunie 2015 17:00 |         |         |       | Complexul sportiv Dostîk, Almatî |

| 17 iunie 2015 19:00 | Kazahstan | 32 - 21 | Australia | Complexul sportiv Dostîk, Almatî |
| 17 iunie 2015 19:00 |           | (17-9)  | Medjed 5  | Complexul sportiv Dostîk, Almatî |
| 17 iunie 2015 19:00 |           |         |           | Complexul sportiv Dostîk, Almatî |

## Echipe calificate
Exceptând echipa gazdă, un număr de 4 echipe s-au calificat la campionatul mondial în urma ocupării unor poziții fruntașe la anumite competiții, astfel:
| Țara          | Calificată ca                                     | Data obținerii calificării | Apariții anterioare în competiție1, 2                                                                                             |
| ------------- | ------------------------------------------------- | -------------------------- | --- |
| Danemarca     | Gazdă                                             | 27 ianuarie 2011           | 17 (1957, 1962, 1965, 1971, 1973, 1975, 1990, 1993, 1995, 1997, 1999, 2001, 2003, 2005, 2009, 2011, 2013)                         |
| Brazilia      | Campioană mondială în 2013                        | 22 decembrie 2013          | 10 (1995, 1997, 1999, 2001, 2003, 2005, 2007, 2009, 2011, 2013)                                                                   |
| RD Congo      | Finalistă a Campionatului African 2014            | 25 ianuarie 2014           | 1 (2013) |
| Tunisia       | Finalistă a Campionatului African 2014            | 25 ianuarie 2014           | 7 (1975, 2001, 2003, 2007, 2009, 2011, 2013)                                                                                      |
| Angola        | Locul trei la Campionatul African 2014            | 25 ianuarie 2014           | 12 (1990, 1993, 1995, 1997, 1999, 2001, 2003, 2005, 2007, 2009, 2011, 2013)                                                       |
| Norvegia      | Câștigătoarea Campionatului European din 2014     | 21 decembrie 2014          | 17 (1971, 1973, 1975, 1982, 1986, 1990, 1993, 1995, 1997, 1999, 2001, 2003, 2005, 2007, 2009, 2011, 2013)                         |
| Coreea de Sud | Finalista Campionatului Asiatic din 2015          | 21 martie 2015             | 15 (1978, 1982, 1986, 1990, 1993, 1995, 1997, 1999, 2001, 2003, 2005, 2007, 2009, 2011, 2013)                                     |
| Japonia       | Finalista Campionatului Asiatic din 2015          | 21 martie 2015             | 16 (1962, 1965, 1971, 1973, 1975, 1986, 1995, 1997, 1999, 2001, 2003, 2005, 2007, 2009, 2011, 2013)                               |
| China         | Locul 3 la Campionatul Asiatic din 2015           | 23 martie 2015             | 13 (1986, 1990, 1993, 1995, 1997, 1999, 2001, 2003, 2005, 2007, 2009, 2011, 2013)                                                 |
| Cuba          | Semifinalista Campionatului Pan-American din 2015 | 24 mai 2015                | 2 (1999, 2011) |
| Puerto Rico   | Semifinalista Campionatului Pan-American din 2015 | 24 mai 2015                | 0 (Debut) |
| Argentina     | Semifinalista Campionatului Pan-American din 2015 | 24 mai 2015                | 7 (1999, 2003, 2005, 2007, 2009, 2011, 2013)                                                                                      |
| Franța        | Câștigătoare a meciului de baraj                  | 13 iunie 2015              | 11 (1986, 1990, 1997, 1999, 2001, 2003, 2005, 2007, 2009, 2011, 2013)                                                             |
| Rusia         | Câștigătoare a meciului de baraj                  | 13 iunie 2015              | 17 (1962, 1973, 1975, 1978, 1982, 1986, 1990, 1993, 1995, 1997, 1999, 2001, 2003, 2005, 2007, 2009, 2011)                         |
| România       | Câștigătoare a meciului de baraj                  | 13 iunie 2015              | 21 (1957, 1962, 1965, 1971, 1973, 1975, 1978, 1982, 1986, 1990, 1993, 1995, 1997, 1999, 2001, 2003, 2005, 2007, 2009, 2011, 2013) |
| Țările de Jos | Câștigătoare a meciului de baraj                  | 13 iunie 2015              | 9 (1971, 1973, 1978, 1986, 1999, 2001, 2005, 2011, 2013)                                                                          |
| Ungaria       | Câștigătoare a meciului de baraj                  | 13 iunie 2015              | 19 (1957, 1962, 1965, 1971, 1973, 1975, 1978, 1982, 1986, 1993, 1995, 1997, 1999, 2001, 2003, 2005, 2007, 2009, 2013)             |
| Spania        | Câștigătoare a meciului de baraj                  | 14 iunie 2015              | 7 (1990, 2001, 2003, 2007, 2009, 2011, 2013)                                                                                      |
| Polonia       | Câștigătoare a meciului de baraj                  | 14 iunie 2015              | 14 (1957, 1962, 1965, 1973, 1975, 1978, 1986, 1990, 1993, 1997, 1999, 2005, 2007, 2013)                                           |
| Muntenegru    | Câștigătoare a meciului de baraj                  | 14 iunie 2015              | 2 (2011, 2013) |
| Suedia        | Câștigătoare a meciului de baraj                  | 14 iunie 2015              | 7 (1957, 1990, 1993, 1995, 2001, 2009, 2011)                                                                                      |
| Kazahstan     | Câștigătoare a Turneului final de calificare      | 16 iunie 2015              | 3 (2007, 2009, 2011) |
| Germania      | Wild card                                         | 22 iunie 2015              | 10 (1993, 1995, 1997, 1999, 2003, 2005, 2007, 2009, 2011, 2013)                                                                   |
| Serbia        | Wild card                                         | 22 iunie 2015              | 3 (2001, 2003, 2013) |

1 Bold indică echipa campioană din acel an
2 Italic indică echipa gazdă din acel an

## Tragerea la sorți
Tragerea la sorți a avut loc pe 24 iunie 2015, la Koldinghus, în Kolding, Danemarca, la ora locală 20:00.

### Distribuție
Distribuția echipelor în cele 6 urne a fost publicată pe 23 iunie 2015.
| Urna 1                                   | Urna a 2-a                              | Urna a 3-a                                      | Urna a 4-a                                  | Urna a 5-a                                                  | Urna a 6-a                               |
| ---------------------------------------- | --------------------------------------- | ----------------------------------------------- | ------------------------------------------- | ----------------------------------------------------------- | ---------------------------------------- |
| - Brazilia - Cuba - Norvegia - Danemarca | - Spania - Suedia - Muntenegru - Franța | - Ungaria - Țările de Jos - Argentina - România | - Rusia - Coreea de Sud - Polonia - Japonia | - Tunisia - Republica Democrată Congo - China - Puerto Rico | - Angola - Serbia - Germania - Kazahstan |

## Faza grupelor preliminare
Tragerea la sorți a avut loc pe 24 iunie 2015, la ora locală 20:00, și a fost transmisă în direct printr-un stream pe internet.
În urma tragerii la sorți, distribuția în grupe a fost cea de mai jos. Ulterior, Federația Internațională de Handbal va publica și programul partidelor.
Echipele clasate pe primele patru locuri din fiecare grupă se vor califica în faza superioară a competiției.
|  | Echipele calificate în optimile de finală |

### Grupa A
| Echipa     | M | V | E | Î | GM  | GP  | G   | Pct |
| ---------- | - | - | - | - | --- | --- | --- | --- |
| Muntenegru | 5 | 4 | 1 | 0 | 149 | 113 | +36 | 9   |
| Ungaria    | 5 | 4 | 0 | 1 | 146 | 121 | +25 | 8   |
| Danemarca  | 5 | 3 | 0 | 2 | 134 | 113 | +21 | 6   |
| Serbia     | 5 | 2 | 1 | 2 | 144 | 132 | +12 | 5   |
| Japonia    | 5 | 1 | 0 | 4 | 118 | 138 | −20 | 2   |
| Tunisia    | 5 | 0 | 0 | 5 | 108 | 182 | −74 | 0   |

| 5 decembrie 2015 15:45 | Muntenegru  | 28 - 28 | Serbia                    | Jyske Bank Boxen, Herning Asistență: 4.700 Arbitri: García, Marín |
| 5 decembrie 2015 15:45 | Bulatović 8 | (16-14) | Radosavljević, Živković 6 | Jyske Bank Boxen, Herning Asistență: 4.700 Arbitri: García, Marín |
| 5 decembrie 2015 15:45 | 7× 3×       | Cronica | 4× 1×                     | Jyske Bank Boxen, Herning Asistență: 4.700 Arbitri: García, Marín |

| 5 decembrie 2015 18:00 | Ungaria  | 39 - 20 | Tunisia    | Jyske Bank Boxen, Herning Asistență: 7.900 Arbitri: Alpaidze, Berezkina |
| 5 decembrie 2015 18:00 | Tomori 6 | (16-5)  | Chebbah 10 | Jyske Bank Boxen, Herning Asistență: 7.900 Arbitri: Alpaidze, Berezkina |
| 5 decembrie 2015 18:00 | 2× 1×    | Cronica | 3× 2×      | Jyske Bank Boxen, Herning Asistență: 7.900 Arbitri: Alpaidze, Berezkina |

| 5 decembrie 2015 20:45 | Danemarca  | 30 - 21 | Japonia | Jyske Bank Boxen, Herning Asistență: 12.500 Arbitri: Lenci, López Grillo |
| 5 decembrie 2015 20:45 | Gravholt 6 | (17-11) | Honda 5 | Jyske Bank Boxen, Herning Asistență: 12.500 Arbitri: Lenci, López Grillo |
| 5 decembrie 2015 20:45 | 3×         | Cronica | 3× 2×   | Jyske Bank Boxen, Herning Asistență: 12.500 Arbitri: Lenci, López Grillo |

| 6 decembrie 2015 16:15 | Japonia  | 23 - 29 | Muntenegru   | Jyske Bank Boxen, Herning Asistență: 2.500 Arbitri: Alpaidze, Berezkina |
| 6 decembrie 2015 16:15 | Sunami 9 | (15-17) | Radičević 10 | Jyske Bank Boxen, Herning Asistență: 2.500 Arbitri: Alpaidze, Berezkina |
| 6 decembrie 2015 16:15 | 4× 2×    | Cronica | 3× 4×        | Jyske Bank Boxen, Herning Asistență: 2.500 Arbitri: Alpaidze, Berezkina |

| 6 decembrie 2015 18:30 | Serbia         | 26 - 32 | Ungaria   | Jyske Bank Boxen, Herning Asistență: 5.800 Arbitri: Lenci, López Grillo |
| 6 decembrie 2015 18:30 | Krpež Šlezak 5 | (16-18) | Tomori 10 | Jyske Bank Boxen, Herning Asistență: 5.800 Arbitri: Lenci, López Grillo |
| 6 decembrie 2015 18:30 | 7× 3×          | Cronica | 7× 4×     | Jyske Bank Boxen, Herning Asistență: 5.800 Arbitri: Lenci, López Grillo |

| 6 decembrie 2015 20:45 | Tunisia          | 20 - 32 | Danemarca                            | Jyske Bank Boxen, Herning Asistență: 12.000 Arbitri: Coulibaly, Diabaté |
| 6 decembrie 2015 20:45 | Chebbah, Jlezi 5 | (10-16) | Jørgensen, Kristiansen, Østerballe 6 | Jyske Bank Boxen, Herning Asistență: 12.000 Arbitri: Coulibaly, Diabaté |
| 6 decembrie 2015 20:45 | 3×               | Cronica | 3×                                   | Jyske Bank Boxen, Herning Asistență: 12.000 Arbitri: Coulibaly, Diabaté |

| 8 decembrie 2015 16:15 | Japonia | 31 - 21 | Tunisia | Jyske Bank Boxen, Herning Asistență: 2.000 Arbitri: Alpaidze, Berezkina |
| 8 decembrie 2015 16:15 | Hara 9  | (13-9)  | Jlezi 5 | Jyske Bank Boxen, Herning Asistență: 2.000 Arbitri: Alpaidze, Berezkina |
| 8 decembrie 2015 16:15 | 5× 2×   | Cronica | 5× 2×   | Jyske Bank Boxen, Herning Asistență: 2.000 Arbitri: Alpaidze, Berezkina |

| 8 decembrie 2015 18:30 | Muntenegru                        | 32 - 15 | Ungaria                  | Jyske Bank Boxen, Herning Asistență: 7.000 Arbitri: Arntsen, Røen |
| 8 decembrie 2015 18:30 | Bulatović, Mehmedović, Raičević 6 | (17-9)  | Görbicz, Mayer, Zácsik 3 | Jyske Bank Boxen, Herning Asistență: 7.000 Arbitri: Arntsen, Røen |
| 8 decembrie 2015 18:30 | 4× 3×                             | Cronica | 1× 2×                    | Jyske Bank Boxen, Herning Asistență: 7.000 Arbitri: Arntsen, Røen |

| 8 decembrie 2015 20:45 | Danemarca   | 29 - 20 | Serbia     | Jyske Bank Boxen, Herning Asistență: 12.500 Arbitri: Schulze, Tönnies |
| 8 decembrie 2015 20:45 | Jørgensen 7 | (13-12) | Liščević 5 | Jyske Bank Boxen, Herning Asistență: 12.500 Arbitri: Schulze, Tönnies |
| 8 decembrie 2015 20:45 | 7× 3×       | Cronica | 7× 3×      | Jyske Bank Boxen, Herning Asistență: 12.500 Arbitri: Schulze, Tönnies |

| 9 decembrie 2015 16:15 | Muntenegru | 37 - 26 | Tunisia   | Jyske Bank Boxen, Herning Asistență: 1.700 Arbitri: Lenci, López Grillo |
| 9 decembrie 2015 16:15 | Jauković 9 | (19-12) | Chebbah 9 | Jyske Bank Boxen, Herning Asistență: 1.700 Arbitri: Lenci, López Grillo |
| 9 decembrie 2015 16:15 | 6× 3×      | Cronica | 2×        | Jyske Bank Boxen, Herning Asistență: 1.700 Arbitri: Lenci, López Grillo |

| 9 decembrie 2015 18:30 | Serbia         | 27 - 22 | Japonia            | Jyske Bank Boxen, Herning Asistență: 7.000 Arbitri: Coulibaly, Diabaté |
| 9 decembrie 2015 18:30 | Krpež Šlezak 6 | (13-12) | Ishitate, Sunami 5 | Jyske Bank Boxen, Herning Asistență: 7.000 Arbitri: Coulibaly, Diabaté |
| 9 decembrie 2015 18:30 | 5× 3×          | Cronica | 5× 2×              | Jyske Bank Boxen, Herning Asistență: 7.000 Arbitri: Coulibaly, Diabaté |

| 9 decembrie 2015 20:45 | Ungaria       | 29 - 22 | Danemarca   | Jyske Bank Boxen, Herning Asistență: 12.500 Arbitri: Arntsen, Røen |
| 9 decembrie 2015 20:45 | Szucsánszki 8 | (15-12) | Jørgensen 4 | Jyske Bank Boxen, Herning Asistență: 12.500 Arbitri: Arntsen, Røen |
| 9 decembrie 2015 20:45 | 4× 1×         | Cronica | 5× 3×       | Jyske Bank Boxen, Herning Asistență: 12.500 Arbitri: Arntsen, Røen |

| 11 decembrie 2015 16:15 | Ungaria    | 31 - 21 | Japonia | Jyske Bank Boxen, Herning Asistență: 1.500 Arbitri: Schulze, Tönnies |
| 11 decembrie 2015 16:15 | Triscsuk 6 | (17-11) | Fujii 6 | Jyske Bank Boxen, Herning Asistență: 1.500 Arbitri: Schulze, Tönnies |
| 11 decembrie 2015 16:15 | 3×         | Cronica | 5× 2×   | Jyske Bank Boxen, Herning Asistență: 1.500 Arbitri: Schulze, Tönnies |

| 11 decembrie 2015 18:30 | Tunisia                  | 21 - 43 | Serbia          | Jyske Bank Boxen, Herning Asistență: 4.000 Arbitri: Arntsen, Røen |
| 11 decembrie 2015 18:30 | Chebbah, Jlezi, Jouini 4 | (10-23) | Krpež Šlezak 11 | Jyske Bank Boxen, Herning Asistență: 4.000 Arbitri: Arntsen, Røen |
| 11 decembrie 2015 18:30 | 5× 3×                    | Cronica | 3×              | Jyske Bank Boxen, Herning Asistență: 4.000 Arbitri: Arntsen, Røen |

| 11 decembrie 2015 20:45 | Danemarca | 21 - 23 | Muntenegru | Jyske Bank Boxen, Herning Asistență: 12.500 Arbitri: García, Marín |
| 11 decembrie 2015 20:45 | Hansen 8  | (7-12)  | Jauković 7 | Jyske Bank Boxen, Herning Asistență: 12.500 Arbitri: García, Marín |
| 11 decembrie 2015 20:45 | 2× 3×     | Cronica | 5× 3×      | Jyske Bank Boxen, Herning Asistență: 12.500 Arbitri: García, Marín |

### Grupa B
| Echipa        | M | V | E | Î | GM  | GP  | G   | Pct |
| ------------- | - | - | - | - | --- | --- | --- | --- |
| Țările de Jos | 5 | 4 | 1 | 0 | 183 | 116 | +67 | 9   |
| Suedia        | 5 | 4 | 1 | 0 | 192 | 134 | +58 | 9   |
| Polonia       | 5 | 3 | 0 | 2 | 135 | 135 | 0   | 6   |
| Angola        | 5 | 2 | 0 | 3 | 144 | 155 | −11 | 4   |
| China         | 5 | 1 | 0 | 4 | 141 | 180 | −39 | 2   |
| Cuba          | 5 | 0 | 0 | 5 | 123 | 188 | −65 | 0   |

| 5 decembrie 2015 16:15 | Țările de Jos    | 42 - 21 | China  | Næstved Arena, Næstved Asistență: 2.950 Arbitri: Bonaventura, Bonaventura |
| 5 decembrie 2015 16:15 | Abbingh, Broch 7 | (19-9)  | Qiao 5 | Næstved Arena, Næstved Asistență: 2.950 Arbitri: Bonaventura, Bonaventura |
| 5 decembrie 2015 16:15 | 1× 2×            | Cronica | 5× 3×  | Næstved Arena, Næstved Asistență: 2.950 Arbitri: Bonaventura, Bonaventura |

| 5 decembrie 2015 18:30 | Cuba       | 22 - 27 | Polonia    | Næstved Arena, Næstved Asistență: 3.112 Arbitri: Schulze, Tönnies |
| 5 decembrie 2015 18:30 | Martínez 8 | (12-11) | Kudłacz 11 | Næstved Arena, Næstved Asistență: 3.112 Arbitri: Schulze, Tönnies |
| 5 decembrie 2015 18:30 | 4× 2×      | Cronica | 3× 4×      | Næstved Arena, Næstved Asistență: 3.112 Arbitri: Schulze, Tönnies |

| 5 decembrie 2015 20:45 | Suedia   | 37 - 23 | Angola   | Næstved Arena, Næstved Asistență: 3.204 Arbitri: Florescu, Stoia |
| 5 decembrie 2015 20:45 | Hagman 8 | (18-12) | André 6  | Næstved Arena, Næstved Asistență: 3.204 Arbitri: Florescu, Stoia |
| 5 decembrie 2015 20:45 | 5× 3×    | Cronica | 2× 3× 1× | Næstved Arena, Næstved Asistență: 3.204 Arbitri: Florescu, Stoia |

| 6 decembrie 2015 16:15 | China   | 39 - 30 | Cuba      | Næstved Arena, Næstved Asistență: 1.475 Arbitri: Florescu, Stoia |
| 6 decembrie 2015 16:15 | Zhang 8 | (22-15) | Veranes 7 | Næstved Arena, Næstved Asistență: 1.475 Arbitri: Florescu, Stoia |
| 6 decembrie 2015 16:15 | 7× 3×   | Cronica | 4× 2×     | Næstved Arena, Næstved Asistență: 1.475 Arbitri: Florescu, Stoia |

| 6 decembrie 2015 18:30 | Angola  | 24 - 37 | Țările de Jos | Næstved Arena, Næstved Asistență: 2.850 Arbitri: Koo, Lee |
| 6 decembrie 2015 18:30 | André 5 | (11-19) | Polman 12     | Næstved Arena, Næstved Asistență: 2.850 Arbitri: Koo, Lee |
| 6 decembrie 2015 18:30 | 7× 3×   | Cronica | 3×            | Næstved Arena, Næstved Asistență: 2.850 Arbitri: Koo, Lee |

| 6 decembrie 2015 20:45 | Polonia   | 30 - 31 | Suedia   | Næstved Arena, Næstved Asistență: 3.120 Arbitri: Bonaventura, Bonaventura |
| 6 decembrie 2015 20:45 | Kudłacz 6 | (13-15) | Hagman 7 | Næstved Arena, Næstved Asistență: 3.120 Arbitri: Bonaventura, Bonaventura |
| 6 decembrie 2015 20:45 | 2× 3×     | Cronica | 5× 3×    | Næstved Arena, Næstved Asistență: 3.120 Arbitri: Bonaventura, Bonaventura |

| 8 decembrie 2015 16:15 | Cuba                     | 23 - 38 | Angola             | Næstved Arena, Næstved Asistență: 1.284 Arbitri: Bonaventura, Bonaventura |
| 8 decembrie 2015 16:15 | Lussón, Martínez, Rizo 4 | (14-20) | Bernardo, Viegas 7 | Næstved Arena, Næstved Asistență: 1.284 Arbitri: Bonaventura, Bonaventura |
| 8 decembrie 2015 16:15 | 6× 3× 1×                 | Cronica | 4× 2×              | Næstved Arena, Næstved Asistență: 1.284 Arbitri: Bonaventura, Bonaventura |

| 8 decembrie 2015 18:30 | Polonia   | 29 - 24 | China | Næstved Arena, Næstved Asistență: 2.584 Arbitri: Koo, Lee |
| 8 decembrie 2015 18:30 | Kudłacz 7 | (12-11) | Jin 8 | Næstved Arena, Næstved Asistență: 2.584 Arbitri: Koo, Lee |
| 8 decembrie 2015 18:30 | 7× 3×     | Cronica | 7× 3× | Næstved Arena, Næstved Asistență: 2.584 Arbitri: Koo, Lee |

| 8 decembrie 2015 20:45 | Suedia    | 28 - 28 | Țările de Jos | Næstved Arena, Næstved Asistență: 2.894 Arbitri: García, Lorente |
| 8 decembrie 2015 20:45 | Gulldén 8 | (12-15) | Groot 9       | Næstved Arena, Næstved Asistență: 2.894 Arbitri: García, Lorente |
| 8 decembrie 2015 20:45 | 5× 4×     | Cronica | 4× 1×         | Næstved Arena, Næstved Asistență: 2.894 Arbitri: García, Lorente |

| 9 decembrie 2015 16:15 | Cuba     | 23 - 45 | Țările de Jos | Næstved Arena, Næstved Asistență: 1.494 Arbitri: Koo, Lee |
| 9 decembrie 2015 16:15 | Lussón 7 | (13-20) | Abbingh 8     | Næstved Arena, Næstved Asistență: 1.494 Arbitri: Koo, Lee |
| 9 decembrie 2015 16:15 | 8× 2×    | Cronica | 3× 2×         | Næstved Arena, Næstved Asistență: 1.494 Arbitri: Koo, Lee |

| 9 decembrie 2015 18:30 | Angola     | 27 - 29 | Polonia  | Næstved Arena, Næstved Asistență: 2.820 Arbitri: García, Lorente |
| 9 decembrie 2015 18:30 | Bernardo 8 | (15-12) | Kocela 7 | Næstved Arena, Næstved Asistență: 2.820 Arbitri: García, Lorente |
| 9 decembrie 2015 18:30 | 2× 3×      | Cronica | 6× 3× 1× | Næstved Arena, Næstved Asistență: 2.820 Arbitri: García, Lorente |

| 9 decembrie 2015 20:45 | Suedia     | 47 - 28 | China    | Næstved Arena, Næstved Asistență: 2.864 Arbitri: Florescu, Stoia |
| 9 decembrie 2015 20:45 | Roberts 10 | (25-14) | Meizhu 9 | Næstved Arena, Næstved Asistență: 2.864 Arbitri: Florescu, Stoia |
| 9 decembrie 2015 20:45 | 2× 3×      | Cronica | 4×       | Næstved Arena, Næstved Asistență: 2.864 Arbitri: Florescu, Stoia |

| 11 decembrie 2015 16:15 | China  | 29 - 32 | Angola      | Næstved Arena, Næstved Asistență: 1.628 Arbitri: Koo, Lee |
| 11 decembrie 2015 16:15 | Qiao 5 | (11-15) | Bernardo 10 | Næstved Arena, Næstved Asistență: 1.628 Arbitri: Koo, Lee |
| 11 decembrie 2015 16:15 | 1× 3×  | Cronica | 4×          | Næstved Arena, Næstved Asistență: 1.628 Arbitri: Koo, Lee |

| 11 decembrie 2015 18:30 | Țările de Jos | 31 - 20 | Polonia              | Næstved Arena, Næstved Asistență: 2.652 Arbitri: Bonaventura, Bonaventura |
| 11 decembrie 2015 18:30 | Abbingh 7     | (14-9)  | Achruk, Niedźwiedź 5 | Næstved Arena, Næstved Asistență: 2.652 Arbitri: Bonaventura, Bonaventura |
| 11 decembrie 2015 18:30 | 1× 2×         | Cronica | 3× 4×                | Næstved Arena, Næstved Asistență: 2.652 Arbitri: Bonaventura, Bonaventura |

| 11 decembrie 2015 20:45 | Cuba       | 25 - 49 | Suedia    | Næstved Arena, Næstved Asistență: 2.781 Arbitri: Florescu, Stoia |
| 11 decembrie 2015 20:45 | Martínez 7 | (12-23) | Hagman 14 | Næstved Arena, Næstved Asistență: 2.781 Arbitri: Florescu, Stoia |
| 11 decembrie 2015 20:45 | 7× 3×      | Cronica | 4× 3×     | Næstved Arena, Næstved Asistență: 2.781 Arbitri: Florescu, Stoia |

### Grupa C
| Echipa        | M | V | E | Î | GM  | GP  | G   | Pct |
| ------------- | - | - | - | - | --- | --- | --- | --- |
| Brazilia      | 5 | 4 | 1 | 0 | 118 | 95  | +23 | 9   |
| Franța        | 5 | 3 | 1 | 1 | 121 | 91  | +30 | 7   |
| Germania      | 5 | 3 | 0 | 2 | 151 | 116 | +35 | 6   |
| Coreea de Sud | 5 | 2 | 2 | 1 | 138 | 125 | +13 | 6   |
| Argentina     | 5 | 1 | 0 | 4 | 89  | 120 | −31 | 2   |
| RD Congo      | 5 | 0 | 0 | 5 | 78  | 150 | −72 | 0   |

| 5 decembrie 2015 16:00 | Argentina | 23 - 15 | RD Congo         | SYDBANK Arena, Kolding Asistență: 1.752 Arbitri: Boualloucha, Khenissi |
| 5 decembrie 2015 16:00 | Pizzo 5   | (11-10) | Mwange Mwasesa 6 | SYDBANK Arena, Kolding Asistență: 1.752 Arbitri: Boualloucha, Khenissi |
| 5 decembrie 2015 16:00 | 1× 3×     | Cronica | 6× 3× 1×         | SYDBANK Arena, Kolding Asistență: 1.752 Arbitri: Boualloucha, Khenissi |

| 5 decembrie 2015 18:15 | Franța   | 30 - 20 | Germania | SYDBANK Arena, Kolding Asistență: 2.200 Arbitri: Almawt, Marhoon |
| 5 decembrie 2015 18:15 | Pineau 7 | (16-7)  | Müller 9 | SYDBANK Arena, Kolding Asistență: 2.200 Arbitri: Almawt, Marhoon |
| 5 decembrie 2015 18:15 | 3×       | Cronica | 2× 3×    | SYDBANK Arena, Kolding Asistență: 2.200 Arbitri: Almawt, Marhoon |

| 5 decembrie 2015 20:30 | Brazilia | 24 - 24 | Coreea de Sud | SYDBANK Arena, Kolding Asistență: 1.430 Arbitri: Birch, Stenran |
| 5 decembrie 2015 20:30 | Belo 7   | (10-12) | Ryu 7         | SYDBANK Arena, Kolding Asistență: 1.430 Arbitri: Birch, Stenran |
| 5 decembrie 2015 20:30 | 7× 3×    | Cronica | 2× 3×         | SYDBANK Arena, Kolding Asistență: 1.430 Arbitri: Birch, Stenran |

| 7 decembrie 2015 16:00 | RD Congo         | 11 - 26 | Brazilia        | SYDBANK Arena, Kolding Asistență: 1.500 Arbitri: Almawt, Marhoon |
| 7 decembrie 2015 16:00 | Mwange Mwasesa 4 | (4-14)  | do Nascimento 7 | SYDBANK Arena, Kolding Asistență: 1.500 Arbitri: Almawt, Marhoon |
| 7 decembrie 2015 16:00 | 7× 2×            | Cronica | 2× 3×           | SYDBANK Arena, Kolding Asistență: 1.500 Arbitri: Almawt, Marhoon |

| 7 decembrie 2015 18:15 | Coreea de Sud | 22 - 22 | Franța      | SYDBANK Arena, Kolding Asistență: 2.100 Arbitri: Elíasson, Pálsson |
| 7 decembrie 2015 18:15 | Jung 8        | (11-11) | Nze Minko 7 | SYDBANK Arena, Kolding Asistență: 2.100 Arbitri: Elíasson, Pálsson |
| 7 decembrie 2015 18:15 | 2× 4×         | Cronica | 4×          | SYDBANK Arena, Kolding Asistență: 2.100 Arbitri: Elíasson, Pálsson |

| 7 decembrie 2015 20:30 | Germania | 33 - 13 | Argentina          | SYDBANK Arena, Kolding Asistență: 1.000 Arbitri: Birch, Stenran |
| 7 decembrie 2015 20:30 | Müller 7 | (17-8)  | Karsten, Mendoza 4 | SYDBANK Arena, Kolding Asistență: 1.000 Arbitri: Birch, Stenran |
| 7 decembrie 2015 20:30 | 3×       | Cronica | 3×                 | SYDBANK Arena, Kolding Asistență: 1.000 Arbitri: Birch, Stenran |

| 8 decembrie 2015 16:00 | Coreea de Sud | 35 - 17 | RD Congo         | SYDBANK Arena, Kolding Asistență: 1.200 Arbitri: Birch, Stenran |
| 8 decembrie 2015 16:00 | Choi 8        | (14-6)  | Mwange Mwasesa 7 | SYDBANK Arena, Kolding Asistență: 1.200 Arbitri: Birch, Stenran |
| 8 decembrie 2015 16:00 | 1× 3×         | Cronica | 3× 1×            | SYDBANK Arena, Kolding Asistență: 1.200 Arbitri: Birch, Stenran |

| 8 decembrie 2015 18:15 | Franța                     | 20 - 12 | Argentina | SYDBANK Arena, Kolding Asistență: 1.300 Arbitri: Boualloucha, Khenissi |
| 8 decembrie 2015 18:15 | Ayglon, Dembélé, Niombla 4 | (13-6)  | Mendoza 3 | SYDBANK Arena, Kolding Asistență: 1.300 Arbitri: Boualloucha, Khenissi |
| 8 decembrie 2015 18:15 | 4× 3×                      | Cronica | 1× 3×     | SYDBANK Arena, Kolding Asistență: 1.300 Arbitri: Boualloucha, Khenissi |

| 8 decembrie 2015 20:30 | Brazilia | 24 - 21 | Germania                 | SYDBANK Arena, Kolding Asistență: 1.500 Arbitri: Coulibaly, Diabaté |
| 8 decembrie 2015 20:30 | Amorim 7 | (9-8)   | Loerper, Smits, Müller 4 | SYDBANK Arena, Kolding Asistență: 1.500 Arbitri: Coulibaly, Diabaté |
| 8 decembrie 2015 20:30 | 4× 3×    | Cronica | 3×                       | SYDBANK Arena, Kolding Asistență: 1.500 Arbitri: Coulibaly, Diabaté |

| 10 decembrie 2015 16:00 | Argentina | 19 - 23 | Brazilia     | SYDBANK Arena, Kolding Asistență: 1.800 Arbitri: Almawt, Marhoon |
| 10 decembrie 2015 16:00 | Pizzo 6   | (8-11)  | Fachinello 7 | SYDBANK Arena, Kolding Asistență: 1.800 Arbitri: Almawt, Marhoon |
| 10 decembrie 2015 16:00 | 5× 3×     | Cronica | 4× 3×        | SYDBANK Arena, Kolding Asistență: 1.800 Arbitri: Almawt, Marhoon |

| 10 decembrie 2015 18:15 | Franța      | 29 - 16 | RD Congo         | SYDBANK Arena, Kolding Asistență: 1.200 Arbitri: Birch, Stenran |
| 10 decembrie 2015 18:15 | Lacrabère 8 | (14-10) | Mwange Mwasesa 7 | SYDBANK Arena, Kolding Asistență: 1.200 Arbitri: Birch, Stenran |
| 10 decembrie 2015 18:15 | 1× 3×       | Cronica | 3× 2×            | SYDBANK Arena, Kolding Asistență: 1.200 Arbitri: Birch, Stenran |

| 10 decembrie 2015 20:30 | Germania           | 40 - 28 | Coreea de Sud | SYDBANK Arena, Kolding Asistență: 1.000 Arbitri: Boualloucha, Khenissi |
| 10 decembrie 2015 20:30 | F. Müller, Smits 6 | (14-15) | Gwon, Jung 6  | SYDBANK Arena, Kolding Asistență: 1.000 Arbitri: Boualloucha, Khenissi |
| 10 decembrie 2015 20:30 | 6× 4×              | Cronica | 1× 3×         | SYDBANK Arena, Kolding Asistență: 1.000 Arbitri: Boualloucha, Khenissi |

| 11 decembrie 2015 16:00 | Argentina | 22 - 29 | Coreea de Sud | SYDBANK Arena, Kolding Asistență: 700 Arbitri: Alpaidze, Berezkina |
| 11 decembrie 2015 16:00 | Pizzo 6   | (12-14) | Jung, Kim     | SYDBANK Arena, Kolding Asistență: 700 Arbitri: Alpaidze, Berezkina |
| 11 decembrie 2015 16:00 | 4× 3×     | Cronica | 5× 2×         | SYDBANK Arena, Kolding Asistență: 700 Arbitri: Alpaidze, Berezkina |

| 11 decembrie 2015 18:15 | Brazilia | 21 - 20 | Franța   | SYDBANK Arena, Kolding Asistență: 1.600 Arbitri: Birch, Stenran |
| 11 decembrie 2015 18:15 | Belo 5   | (11-9)  | Pineau 6 | SYDBANK Arena, Kolding Asistență: 1.600 Arbitri: Birch, Stenran |
| 11 decembrie 2015 18:15 | 4×       | Cronica | 4×       | SYDBANK Arena, Kolding Asistență: 1.600 Arbitri: Birch, Stenran |

| 11 decembrie 2015 20:30 | RD Congo                        | 19 - 37 | Germania          | SYDBANK Arena, Kolding Asistență: 300 Arbitri: Almawt, Marhoon |
| 11 decembrie 2015 20:30 | Lusamba Puna, Milemba Kalende 4 | (11-18) | Fischer, Müller 8 | SYDBANK Arena, Kolding Asistență: 300 Arbitri: Almawt, Marhoon |
| 11 decembrie 2015 20:30 | 3×                              | Cronica | 4× 3×             | SYDBANK Arena, Kolding Asistență: 300 Arbitri: Almawt, Marhoon |

### Grupa D
| Echipa      | M | V | E | Î | GM  | GP  | G    | Pct |
| ----------- | - | - | - | - | --- | --- | ---- | --- |
| Rusia       | 5 | 5 | 0 | 0 | 171 | 115 | +56  | 10  |
| Norvegia    | 5 | 4 | 0 | 1 | 159 | 106 | +53  | 8   |
| Spania      | 5 | 3 | 0 | 2 | 148 | 98  | +50  | 6   |
| România     | 5 | 2 | 0 | 3 | 150 | 116 | +34  | 4   |
| Puerto Rico | 5 | 1 | 0 | 4 | 88  | 197 | −109 | 2   |
| Kazahstan   | 5 | 0 | 0 | 5 | 95  | 179 | −84  | 0   |

| 5 decembrie 2015 16:00 | România   | 47 - 14 | Puerto Rico | Arena Nord, Frederikshavn Asistență: 1.258 Arbitri: Antić, Jakovljević |
| 5 decembrie 2015 16:00 | Chiper 10 | (23-3)  | Hiraldo 5   | Arena Nord, Frederikshavn Asistență: 1.258 Arbitri: Antić, Jakovljević |
| 5 decembrie 2015 16:00 | 3× 2×     | Cronica | 4× 3×       | Arena Nord, Frederikshavn Asistență: 1.258 Arbitri: Antić, Jakovljević |

| 5 decembrie 2015 18:15 | Spania   | 31 - 10 | Kazahstan | Arena Nord, Frederikshavn Asistență: 1.285 Arbitri: Ota, Shimajiri |
| 5 decembrie 2015 18:15 | Martín 6 | (16-5)  | Tankina 4 | Arena Nord, Frederikshavn Asistență: 1.285 Arbitri: Ota, Shimajiri |
| 5 decembrie 2015 18:15 | 1×       | Cronica | 2× 3×     | Arena Nord, Frederikshavn Asistență: 1.285 Arbitri: Ota, Shimajiri |

| 5 decembrie 2015 20:30 | Norvegia | 25 - 26 | Rusia       | Arena Nord, Frederikshavn Asistență: 1.360 Arbitri: Horváth, Marton |
| 5 decembrie 2015 20:30 | Mørk 6   | (11-14) | Viahireva 9 | Arena Nord, Frederikshavn Asistență: 1.360 Arbitri: Horváth, Marton |
| 5 decembrie 2015 20:30 | 4× 3×    | Cronica | 6× 3×       | Arena Nord, Frederikshavn Asistență: 1.360 Arbitri: Horváth, Marton |

| 7 decembrie 2015 16:00 | Kazahstan     | 20 - 36 | România          | Arena Nord, Frederikshavn Asistență: 771 Arbitri: Horváth, Marton |
| 7 decembrie 2015 16:00 | Alexandrova 7 | (12-18) | Manea, Nechita 6 | Arena Nord, Frederikshavn Asistență: 771 Arbitri: Horváth, Marton |
| 7 decembrie 2015 16:00 | 7× 2× 1×      | Cronica | 2×               | Arena Nord, Frederikshavn Asistență: 771 Arbitri: Horváth, Marton |

| 7 decembrie 2015 18:15 | Rusia      | 28 - 26 | Spania   | Arena Nord, Frederikshavn Asistență: 1.380 Arbitri: Lah, Sok |
| 7 decembrie 2015 18:15 | Bliznova 7 | (16-14) | Martín 6 | Arena Nord, Frederikshavn Asistență: 1.380 Arbitri: Lah, Sok |
| 7 decembrie 2015 18:15 | 7× 4×      | Cronica | 4× 3×    | Arena Nord, Frederikshavn Asistență: 1.380 Arbitri: Lah, Sok |

| 7 decembrie 2015 20:30 | Puerto Rico  | 13 - 39 | Norvegia  | Arena Nord, Frederikshavn Asistență: 1.516 Arbitri: Ota, Shimajiri |
| 7 decembrie 2015 20:30 | Maldonaldo 4 | (6-17)  | Sulland 7 | Arena Nord, Frederikshavn Asistență: 1.516 Arbitri: Ota, Shimajiri |
| 7 decembrie 2015 20:30 | 7× 3×        | Cronica | 1× 3×     | Arena Nord, Frederikshavn Asistență: 1.516 Arbitri: Ota, Shimajiri |

| 8 decembrie 2015 16:00 | Rusia                      | 45 - 18 | Puerto Rico  | Arena Nord, Frederikshavn Asistență: 647 Arbitri: Horváth, Marton |
| 8 decembrie 2015 16:00 | Atkova, Ilina, Kuznețova 6 | (22-7)  | Maldonaldo 5 | Arena Nord, Frederikshavn Asistență: 647 Arbitri: Horváth, Marton |
| 8 decembrie 2015 16:00 | 4× 3× 1×                   | Cronica | 8× 3×        | Arena Nord, Frederikshavn Asistență: 647 Arbitri: Horváth, Marton |

| 8 decembrie 2015 18:15 | Spania | 26 - 18 | România | Arena Nord, Frederikshavn Asistență: 1.259 Arbitri: Antić, Jakovljević |
| 8 decembrie 2015 18:15 | Pena 7 | (13-12) | Neagu 6 | Arena Nord, Frederikshavn Asistență: 1.259 Arbitri: Antić, Jakovljević |
| 8 decembrie 2015 18:15 | 2×     | Cronica | 2× 3×   | Arena Nord, Frederikshavn Asistență: 1.259 Arbitri: Antić, Jakovljević |

| 8 decembrie 2015 20:30 | Norvegia | 40 - 19 | Kazahstan  | Arena Nord, Frederikshavn Asistență: 1.384 Arbitri: Lah, Sok |
| 8 decembrie 2015 20:30 | Herrem 7 | (20-10) | Pikalova 6 | Arena Nord, Frederikshavn Asistență: 1.384 Arbitri: Lah, Sok |
| 8 decembrie 2015 20:30 | 3×       | Cronica | 2× 3× 1×   | Arena Nord, Frederikshavn Asistență: 1.384 Arbitri: Lah, Sok |

| 10 decembrie 2015 16:00 | Kazahstan         | 19 - 42 | Rusia              | Arena Nord, Frederikshavn Asistență: 585 Arbitri: Antić, Jakovljević |
| 10 decembrie 2015 16:00 | Rodina, Tankina 5 | (21-6)  | Ilina, Viahireva 7 | Arena Nord, Frederikshavn Asistență: 585 Arbitri: Antić, Jakovljević |
| 10 decembrie 2015 16:00 | 1× 3×             | Cronica | 1× 3×              | Arena Nord, Frederikshavn Asistență: 585 Arbitri: Antić, Jakovljević |

| 10 decembrie 2015 18:15 | Spania  | 39 - 13 | Puerto Rico | Arena Nord, Frederikshavn Asistență: 1.060 Arbitri: Ota, Shimajiri |
| 10 decembrie 2015 18:15 | López 8 | (18-8)  | Ceballos 4  | Arena Nord, Frederikshavn Asistență: 1.060 Arbitri: Ota, Shimajiri |
| 10 decembrie 2015 18:15 | 2×      | Cronica | 6× 3×       | Arena Nord, Frederikshavn Asistență: 1.060 Arbitri: Ota, Shimajiri |

| 10 decembrie 2015 20:30 | România | 22 - 26 | Norvegia | Arena Nord, Frederikshavn Asistență: 1.610 Arbitri: Lah, Sok |
| 10 decembrie 2015 20:30 | Neagu 8 | (10-13) | Mørk 7   | Arena Nord, Frederikshavn Asistență: 1.610 Arbitri: Lah, Sok |
| 10 decembrie 2015 20:30 | 2× 4×   | Cronica | 3×       | Arena Nord, Frederikshavn Asistență: 1.610 Arbitri: Lah, Sok |

| 11 decembrie 2015 16:00 | Puerto Rico  | 30 - 27 | Kazahstan  | Arena Nord, Frederikshavn Asistență: 269 Arbitri: Ota, Shimajiri |
| 11 decembrie 2015 16:00 | Maldonaldo 7 | (18-14) | Pikalova 9 | Arena Nord, Frederikshavn Asistență: 269 Arbitri: Ota, Shimajiri |
| 11 decembrie 2015 16:00 | 3×           | Cronica | 3×         | Arena Nord, Frederikshavn Asistență: 269 Arbitri: Ota, Shimajiri |

| 11 decembrie 2015 18:15 | România       | 27 - 30 | Rusia       | Arena Nord, Frederikshavn Asistență: 1.415 Arbitri: Horváth, Marton |
| 11 decembrie 2015 18:15 | Ardean-Elisei | (16-17) | Viahireva 6 | Arena Nord, Frederikshavn Asistență: 1.415 Arbitri: Horváth, Marton |
| 11 decembrie 2015 18:15 | 5× 3×         | Cronica | 4× 3×       | Arena Nord, Frederikshavn Asistență: 1.415 Arbitri: Horváth, Marton |

| 11 decembrie 2015 20:30 | Norvegia | 29 - 26 | Spania | Arena Nord, Frederikshavn Asistență: 1.781 Arbitri: Lah, Sok |
| 11 decembrie 2015 20:30 | Mørk 6   | (18-12) | Pena 9 | Arena Nord, Frederikshavn Asistență: 1.781 Arbitri: Lah, Sok |
| 11 decembrie 2015 20:30 | 5× 4× 1× | Cronica | 2× 3×  | Arena Nord, Frederikshavn Asistență: 1.781 Arbitri: Lah, Sok |

## Fazele eliminatorii

### Schema
| Optimile de finală | Optimile de finală | Optimile de finală |  |  | Sferturile de finală | Sferturile de finală | Sferturile de finală |  |  | Semifinalele | Semifinalele    | Semifinalele |  |              | Finala       | Finala        | Finala |
|                    |                    |                    |  |  |                      |                      |                      |  |  |              |                 |              |  |              |              |               |        |
| B1                 | Țările de Jos      | 36                 |  |  |                      |                      |                      |  |  |              |                 |              |  |              |              |               |        |
| A4                 | Serbia             | 20                 |  |  | B1                   | Țările de Jos        | 28                   |  |  |              |                 |              |  |              |              |               |        |
| D3                 | Spania             | 21                 |  |  | C2                   | Franța               | 25                   |  |  |              |                 |              |  |              |              |               |        |
| C2                 | Franța             | 22                 |  |  |                      |                      |                      |  |  | B1           | Țările de Jos   | 30           |  |              |              |               |        |
| B3                 | Polonia            | 24                 |  |  |                      |                      |                      |  |  | B3           | Polonia         | 25           |  |              |              |               |        |
| A2                 | Ungaria            | 23                 |  |  | B3                   | Polonia              | 21                   |  |  |              |                 |              |  |              |              |               |        |
| D1                 | Rusia              | 30                 |  |  | D1                   | Rusia                | 20                   |  |  |              |                 |              |  |              |              |               |        |
| C4                 | Coreea de Sud      | 25                 |  |  |                      |                      |                      |  |  |              |                 |              |  |              | B1           | Țările de Jos | 23     |
| C3                 | Germania           | 22                 |  |  |                      |                      |                      |  |  |              |                 |              |  |              | D2           | Norvegia      | 31     |
| D2                 | Norvegia           | 28                 |  |  | D2                   | Norvegia             | 26                   |  |  |              |                 |              |  |              |              |               |        |
| A1                 | Muntenegru         | 38                 |  |  | A1                   | Muntenegru           | 25                   |  |  |              |                 |              |  |              |              |               |        |
| B4                 | Angola             | 28                 |  |  |                      |                      |                      |  |  | D2           | Norvegia        | 35           |  |              |              |               |        |
| A3                 | Danemarca          | 26                 |  |  |                      |                      |                      |  |  | D4           | România (Prel.) | 33           |  |              |              |               |        |
| B2                 | Suedia             | 19                 |  |  | A3                   | Danemarca            | 30                   |  |  |              |                 |              |  | Locurile 3-4 | Locurile 3-4 | Locurile 3-4  |        |
| C1                 | Brazilia           | 22                 |  |  | D4                   | România (Prel.)      | 31                   |  |  |              |                 |              |  |              | B3           | Polonia       | 22     |
| D4                 | România            | 25                 |  |  |                      |                      |                      |  |  |              |                 |              |  |              | D4           | România       | 31     |

Meciurile pentru locurile 5-8
|  | Semifinalele pentru locurile 5-8 | Semifinalele pentru locurile 5-8 |              |    | Locul 5 | Locul 5 |
|  |                                  |                                  |              |    |         |         |
|  | 18 decembrie                     |                                  |              |    |         |         |
|  |                                  |                                  |              |    |         |         |
|  | Franța                           | 25                               |              |    |         |         |
|  | Franța                           | 25                               | 20 decembrie |    |         |         |
|  | Rusia                            | 31                               |              |    |         |         |
|  | Rusia                            | 31                               | Rusia        | 25 |         |         |
|  | 18 decembrie                     |                                  | Rusia        | 25 |         |         |
|  |                                  | Danemarca                        | 21           |    |         |         |
|  | Muntenegru                       | Danemarca                        | 21           | 20 |         |         |
|  | Muntenegru                       |                                  |              | 20 |         |         |
|  | Danemarca                        | 28                               |              |    |         |         |
|  | Danemarca                        | 28                               | Locul 7      |    |         |         |
|  |                                  |                                  |              |    |         |         |
|  | 20 decembrie                     |                                  |              |    |         |         |
|  |                                  |                                  |              |    |         |         |
|  | Franța                           | 34                               |              |    |         |         |
|  | Franța                           | 34                               |              |    |         |         |
|  | Muntenegru                       | 23                               |              |    |         |         |

#### Optimile de finală
Programul meciurilor din optimile de finală a fost anunțat pe 11 decembrie 2015:
| 13 decembrie 2015 20:30 | Germania           | 22 – 28 | Norvegia | Arena Nord, Frederikshavn Asistență: 1.348 Arbitri: Horváth, Márton |
| 13 decembrie 2015 20:30 | S. Müller, Smits 7 | (10–15) | Løke 9   | Arena Nord, Frederikshavn Asistență: 1.348 Arbitri: Horváth, Márton |
| 13 decembrie 2015 20:30 | 4× 3×              | Cronica | 2× 3×    | Arena Nord, Frederikshavn Asistență: 1.348 Arbitri: Horváth, Márton |

| 13 decembrie 2015 20:30 | Brazilia    | 22 – 25 | România    | SYDBANK Arena, Kolding Asistență: 1.100 Arbitri: García, Marín |
| 13 decembrie 2015 20:30 | Rodrigues 5 | (8–13)  | Brădeanu 7 | SYDBANK Arena, Kolding Asistență: 1.100 Arbitri: García, Marín |
| 13 decembrie 2015 20:30 | 4× 3×       | Cronica | 4× 2×      | SYDBANK Arena, Kolding Asistență: 1.100 Arbitri: García, Marín |

| 13 decembrie 2015 20:45 | Danemarca      | 26 – 19 | Suedia | Jyske Bank Boxen, Herning Asistență: 12.500 Arbitri: Arntsen, Røen |
| 13 decembrie 2015 20:45 | S. Jørgensen 6 | (15–7)  | Ahlm 5 | Jyske Bank Boxen, Herning Asistență: 12.500 Arbitri: Arntsen, Røen |
| 13 decembrie 2015 20:45 | 4× 3×          | Cronica | 3× 2×  | Jyske Bank Boxen, Herning Asistență: 12.500 Arbitri: Arntsen, Røen |

| 13 decembrie 2015 20:45 | Țările de Jos | 36 – 20 | Serbia         | Næstved Arena, Næstved Asistență: 2.744 Arbitri: Bonaventura, Bonaventura |
| 13 decembrie 2015 20:45 | Abbingh 6     | (17–6)  | Krpež Šlezak 6 | Næstved Arena, Næstved Asistență: 2.744 Arbitri: Bonaventura, Bonaventura |
| 13 decembrie 2015 20:45 | 6× 3×         | Cronica | 4×             | Næstved Arena, Næstved Asistență: 2.744 Arbitri: Bonaventura, Bonaventura |

| 14 decembrie 2015 17:45 | Spania   | 21 - 22 | Franța    | SYDBANK Arena, Kolding Asistență: 1.400 Arbitri: Schulze, Tönnies |
| 14 decembrie 2015 17:45 | Pena 7   | (12-9)  | Niombla 8 | SYDBANK Arena, Kolding Asistență: 1.400 Arbitri: Schulze, Tönnies |
| 14 decembrie 2015 17:45 | 8× 4× 1× | Cronica | 5× 4×     | SYDBANK Arena, Kolding Asistență: 1.400 Arbitri: Schulze, Tönnies |

| 14 decembrie 2015 18:00 | Polonia        | 24 - 23 | Ungaria                | Jyske Bank Boxen, Herning Asistență: 1.230 Arbitri: Lah, Sok |
| 14 decembrie 2015 18:00 | Kudłacz-Gloc 8 | (13-14) | Hornyák, Szucsánszki 5 | Jyske Bank Boxen, Herning Asistență: 1.230 Arbitri: Lah, Sok |
| 14 decembrie 2015 18:00 | 5× 4×          | Cronica | 1× 4×                  | Jyske Bank Boxen, Herning Asistență: 1.230 Arbitri: Lah, Sok |

| 14 decembrie 2015 20:30 | Rusia                  | 30 - 25 | Coreea de Sud | SYDBANK Arena, Kolding Asistență: 1.100 Arbitri: Lenci, López Grillo |
| 14 decembrie 2015 20:30 | Kuznețova, Viahireva 5 | (16-13) | Lee 7         | SYDBANK Arena, Kolding Asistență: 1.100 Arbitri: Lenci, López Grillo |
| 14 decembrie 2015 20:30 | 2× 3×                  | Cronica | 7× 3×         | SYDBANK Arena, Kolding Asistență: 1.100 Arbitri: Lenci, López Grillo |

| 14 decembrie 2015 20:45 | Muntenegru  | 38 - 28 | Angola      | Jyske Bank Boxen, Herning Asistență: 1.230 Arbitri: Koo, Lee |
| 14 decembrie 2015 20:45 | Radičević 9 | (19-13) | Bernardo 11 | Jyske Bank Boxen, Herning Asistență: 1.230 Arbitri: Koo, Lee |
| 14 decembrie 2015 20:45 | 9× 3×       | Cronica | 3× 2×       | Jyske Bank Boxen, Herning Asistență: 1.230 Arbitri: Koo, Lee |

#### Sferturile de finală
| 16 decembrie 2015 17:45 | Țările de Jos | 28 - 25 | Franța   | SYDBANK Arena, Kolding Asistență: 2.500 Arbitri: Horváth, Márton |
| 16 decembrie 2015 17:45 | Polman 10     | (15–12) | Pineau 8 | SYDBANK Arena, Kolding Asistență: 2.500 Arbitri: Horváth, Márton |
| 16 decembrie 2015 17:45 | 5× 2×         | Cronica | 4× 2×    | SYDBANK Arena, Kolding Asistență: 2.500 Arbitri: Horváth, Márton |

| 16 decembrie 2015 18:00 | Polonia      | 21 - 20 | Rusia       | Jyske Bank Boxen, Herning Asistență: 8.000 Arbitri: Arntsen, Røen |
| 16 decembrie 2015 18:00 | Kobylińska 6 | (11–9)  | Viahireva 5 | Jyske Bank Boxen, Herning Asistență: 8.000 Arbitri: Arntsen, Røen |
| 16 decembrie 2015 18:00 | 3×           | Cronica | 5× 2×       | Jyske Bank Boxen, Herning Asistență: 8.000 Arbitri: Arntsen, Røen |

| 16 decembrie 2015 20:30 | Norvegia | 26 - 25 | Muntenegru              | SYDBANK Arena, Kolding Asistență: 2.800 Arbitri: Lah, Sok |
| 16 decembrie 2015 20:30 | Mørk 8   | (13–11) | Mehmedović, Radičević 6 | SYDBANK Arena, Kolding Asistență: 2.800 Arbitri: Lah, Sok |
| 16 decembrie 2015 20:30 | 8× 4×    | Cronica | 4× 1×                   | SYDBANK Arena, Kolding Asistență: 2.800 Arbitri: Lah, Sok |

| 16 decembrie 2015 20:45 | Danemarca            | 30 - 31 (Prel.) | România  | Jyske Bank Boxen, Herning Asistență: 12.500 Arbitri: Bonaventura, Bonaventura |
| 16 decembrie 2015 20:45 | L. Jørgensen 6       | (10–13)         | Neagu 15 | Jyske Bank Boxen, Herning Asistență: 12.500 Arbitri: Bonaventura, Bonaventura |
| 16 decembrie 2015 20:45 | 5× 4×                | Cronica         | 5× 3×    | Jyske Bank Boxen, Herning Asistență: 12.500 Arbitri: Bonaventura, Bonaventura |
| 16 decembrie 2015 20:45 | FT: 27–27 Prel.: 3–4 |                 |          | Jyske Bank Boxen, Herning Asistență: 12.500 Arbitri: Bonaventura, Bonaventura |

#### Semifinalele pentru locurile 5-8
| 18 decembrie 2015 13:15 | Franța   | 25 - 31 | Rusia       | Jyske Bank Boxen, Herning Asistență: 3.500 Arbitri: Koo, Lee |
| 18 decembrie 2015 13:15 | Zaadi 6  | (8–15)  | Viahireva 6 | Jyske Bank Boxen, Herning Asistență: 3.500 Arbitri: Koo, Lee |
| 18 decembrie 2015 13:15 | 7× 3× 1× | Cronica | 9× 3×       | Jyske Bank Boxen, Herning Asistență: 3.500 Arbitri: Koo, Lee |

| 18 decembrie 2015 15:45 | Muntenegru            | 20 - 28 | Danemarca      | Jyske Bank Boxen, Herning Asistență: 9.500 Arbitri: Horváth, Márton |
| 18 decembrie 2015 15:45 | Radičević, Raičević 4 | (11–15) | S. Jørgensen 8 | Jyske Bank Boxen, Herning Asistență: 9.500 Arbitri: Horváth, Márton |
| 18 decembrie 2015 15:45 | 2× 3×                 | Cronica | 4× 3×          | Jyske Bank Boxen, Herning Asistență: 9.500 Arbitri: Horváth, Márton |

#### Semifinalele
| 18 decembrie 2015 18:00 | Țările de Jos | 30 - 25 | Polonia        | Jyske Bank Boxen, Herning Asistență: 9.500 Arbitri: Antić, Jakovljević |
| 18 decembrie 2015 18:00 | Polman 8      | (15–8)  | Kudłacz-Gloc 5 | Jyske Bank Boxen, Herning Asistență: 9.500 Arbitri: Antić, Jakovljević |
| 18 decembrie 2015 18:00 | 1× 3×         | Cronica | 4× 3×          | Jyske Bank Boxen, Herning Asistență: 9.500 Arbitri: Antić, Jakovljević |

| 18 decembrie 2015 20:45 | Norvegia             | 35 - 33 (Prel.) | România | Jyske Bank Boxen, Herning Asistență: 10.200 Arbitri: Lah, Sok |
| 18 decembrie 2015 20:45 | Mørk 8               | (17–14)         | Neagu 8 | Jyske Bank Boxen, Herning Asistență: 10.200 Arbitri: Lah, Sok |
| 18 decembrie 2015 20:45 | 4× 3× 1×             | Cronica         | 6× 4×   | Jyske Bank Boxen, Herning Asistență: 10.200 Arbitri: Lah, Sok |
| 18 decembrie 2015 20:45 | FT: 27–27 Prel.: 8–6 |                 |         | Jyske Bank Boxen, Herning Asistență: 10.200 Arbitri: Lah, Sok |

#### Meciul pentru locurile 7-8
| 20 decembrie 2015 09:45 | Franța            | 34 - 23 | Muntenegru  | Jyske Bank Boxen, Herning Asistență: 1.000 Arbitri: Schulze, Tönnies |
| 20 decembrie 2015 09:45 | Ayglon, Dembélé 7 | (20–13) | Radičević 7 | Jyske Bank Boxen, Herning Asistență: 1.000 Arbitri: Schulze, Tönnies |
| 20 decembrie 2015 09:45 | 4× 3×             | Cronica | 4× 3×       | Jyske Bank Boxen, Herning Asistență: 1.000 Arbitri: Schulze, Tönnies |

#### Meciul pentru locurile 5-6
| 20 decembrie 2015 12:15 | Rusia       | 25 - 21 | Danemarca      | Jyske Bank Boxen, Herning Asistență: 9.000 Arbitri: Lah, Sok |
| 20 decembrie 2015 12:15 | Viahireva 7 | (12–16) | S. Jørgensen 7 | Jyske Bank Boxen, Herning Asistență: 9.000 Arbitri: Lah, Sok |
| 20 decembrie 2015 12:15 | 3× 2×       | Cronica | 5× 3×          | Jyske Bank Boxen, Herning Asistență: 9.000 Arbitri: Lah, Sok |

#### Finala mică
| 20 decembrie 2015 14:45 | Polonia  | 22 - 31 | România  | Jyske Bank Boxen, Herning Asistență: 11.000 Arbitri: Arntsen, Røen |
| 20 decembrie 2015 14:45 | Achruk 6 | (8–15)  | Neagu 10 | Jyske Bank Boxen, Herning Asistență: 11.000 Arbitri: Arntsen, Røen |
| 20 decembrie 2015 14:45 | 2× 3×    | Cronica | 7× 3×    | Jyske Bank Boxen, Herning Asistență: 11.000 Arbitri: Arntsen, Røen |

#### Finala
| 20 decembrie 2015 17:15 | Țările de Jos | 23 - 31 | Norvegia | Jyske Bank Boxen, Herning Asistență: 12.500 Arbitri: Bonaventura, Bonaventura |
| 20 decembrie 2015 17:15 | Polman 8      | (9-20)  | Herrem 7 | Jyske Bank Boxen, Herning Asistență: 12.500 Arbitri: Bonaventura, Bonaventura |
| 20 decembrie 2015 17:15 | 4× 3×         | Cronica | 3×       | Jyske Bank Boxen, Herning Asistență: 12.500 Arbitri: Bonaventura, Bonaventura |

## Cupa președintelui
Programul meciurilor din optimile de finală a fost anunțat pe 11 decembrie 2015:

### Meciurile pentru locurile 17–20
|  | Semifinalele pentru locurile 17-20 | Semifinalele pentru locurile 17-20 |    |              | Meciul pentru locul 17 | Meciul pentru locul 17 |  |
|  |                                    |                                    |    |              |                        |                        |  |
|  | 13 decembrie                       |                                    |    |              |                        |                        |  |
|  | Japonia                            | 24                                 |    |              |                        |                        |  |
|  | China                              | 29                                 |    |              |                        |                        |  |
|  |                                    |                                    |    |              |                        |                        |  |
|  |                                    |                                    |    |              | 14 decembrie           |                        |  |
|  |                                    |                                    |    |              | China                  | 35                     |  |
|  |                                    | Argentina                          | 27 |              |                        |                        |  |
|  |                                    |                                    |    |              |                        |                        |  |
|  |                                    |                                    |    |              |                        |                        |  |
|  |                                    |                                    |    |              | Meciul pentru locul 19 |                        |  |
|  | 13 decembrie                       | 13 decembrie                       |    | 14 decembrie | 14 decembrie           |                        |  |
|  | Argentina                          | 28                                 |    | Japonia      | 44                     |                        |  |
|  | Puerto Rico                        | 14                                 |    |              | Puerto Rico            | 15                     |  |

#### Semifinalele pentru locurile 17-20
| 13 decembrie 2015 15:30 | Japonia  | 24 - 29 | China      | SYDBANK Arena, Kolding Asistență: 600 Arbitri: Birch, Stenrand |
| 13 decembrie 2015 15:30 | Fujii 14 | (11–16) | Jin, Sun 7 | SYDBANK Arena, Kolding Asistență: 600 Arbitri: Birch, Stenrand |
| 13 decembrie 2015 15:30 | 6× 3×    | Cronica | 6× 4×      | SYDBANK Arena, Kolding Asistență: 600 Arbitri: Birch, Stenrand |

| 13 decembrie 2015 18:00 | Argentina | 28 - 14 | Puerto Rico                 | SYDBANK Arena, Kolding Asistență: 400 Arbitri: Coulibaly, Diabaté |
| 13 decembrie 2015 18:00 | Salvadó 7 | (13–6)  | Ceballos, García, Hiraldo 3 | SYDBANK Arena, Kolding Asistență: 400 Arbitri: Coulibaly, Diabaté |
| 13 decembrie 2015 18:00 | 4× 2×     | Cronica | 7× 3×                       | SYDBANK Arena, Kolding Asistență: 400 Arbitri: Coulibaly, Diabaté |

#### Meciul pentru locul 19
| 14 decembrie 2015 15:30 | Japonia     | 44 - 15 | Puerto Rico        | SYDBANK Arena, Kolding Asistență: 400 Arbitri: Antić, Jakovljević |
| 14 decembrie 2015 15:30 | Matsumura 9 | (21–7)  | Ceballos, García 4 | SYDBANK Arena, Kolding Asistență: 400 Arbitri: Antić, Jakovljević |
| 14 decembrie 2015 15:30 | 4× 3×       | Cronica | 3×                 | SYDBANK Arena, Kolding Asistență: 400 Arbitri: Antić, Jakovljević |

#### Meciul pentru locul 17
| 14 decembrie 2015 13:00 | China | 35 - 27 | Argentina | SYDBANK Arena, Kolding Asistență: 200 Arbitri: Alpaidze, Berezkina |
| 14 decembrie 2015 13:00 | Yan 8 | (20–9)  | Karsten 7 | SYDBANK Arena, Kolding Asistență: 200 Arbitri: Alpaidze, Berezkina |
| 14 decembrie 2015 13:00 | 3×    | Cronica | 3×        | SYDBANK Arena, Kolding Asistență: 200 Arbitri: Alpaidze, Berezkina |

### Barajul pentru locurile 21-24
|  | Semifinalele pentru locurile 21-24 | Semifinalele pentru locurile 21-24 |    |              | Meciul pentru locul 21 | Meciul pentru locul 21 |  |
|  |                                    |                                    |    |              |                        |                        |  |
|  | 13 decembrie                       |                                    |    |              |                        |                        |  |
|  | Tunisia                            | 28                                 |    |              |                        |                        |  |
|  | Cuba                               | 24                                 |    |              |                        |                        |  |
|  |                                    |                                    |    |              |                        |                        |  |
|  |                                    |                                    |    |              | 14 decembrie           |                        |  |
|  |                                    |                                    |    |              | Tunisia                | 39                     |  |
|  |                                    | Kazahstan                          | 23 |              |                        |                        |  |
|  |                                    |                                    |    |              |                        |                        |  |
|  |                                    |                                    |    |              |                        |                        |  |
|  |                                    |                                    |    |              | Meciul pentru locul 23 |                        |  |
|  | 13 decembrie                       | 13 decembrie                       |    | 14 decembrie | 14 decembrie           |                        |  |
|  | RD Congo                           | 30                                 |    | Cuba         | 29                     |                        |  |
|  | Kazahstan                          | 31                                 |    |              | RD Congo               | 19                     |  |

#### Semifinalele pentru locurile 21-24
| 13 decembrie 2015 15:30 | Tunisia    | 28 - 24 | Cuba   | Jyske Bank Boxen, Herning Asistență: 1.500 Arbitri: Antić, Jakovljević |
| 13 decembrie 2015 15:30 | Hamrouni 7 | (15–12) | Rizo 9 | Jyske Bank Boxen, Herning Asistență: 1.500 Arbitri: Antić, Jakovljević |
| 13 decembrie 2015 15:30 | 3× 2×      | Cronica | 4× 3×  | Jyske Bank Boxen, Herning Asistență: 1.500 Arbitri: Antić, Jakovljević |

| 13 decembrie 2015 18:00 | RD Congo          | 30 - 31 (Prel.) | Kazahstan | Jyske Bank Boxen, Herning Asistență: 4,500 Arbitri: Schulze, Tönnies |
| 13 decembrie 2015 18:00 | Mwange Mwasesa 11 | (12–11)         | Tankina 8 | Jyske Bank Boxen, Herning Asistență: 4,500 Arbitri: Schulze, Tönnies |
| 13 decembrie 2015 18:00 | 5× 2×             | Cronica         | 8× 4×     | Jyske Bank Boxen, Herning Asistență: 4,500 Arbitri: Schulze, Tönnies |
| 13 decembrie 2015 18:00 | FT: 26–26 7m: 4–5 |                 |           | Jyske Bank Boxen, Herning Asistență: 4,500 Arbitri: Schulze, Tönnies |

#### Meciul pentru locul 23
| 14 decembrie 2015 15:30 | Cuba   | 29 - 19 | RD Congo         | Jyske Bank Boxen, Herning Asistență: 100 Arbitri: Bonaventura, Bonaventura |
| 14 decembrie 2015 15:30 | Rizo 8 | (14–10) | Mwange Mwasesa 7 | Jyske Bank Boxen, Herning Asistență: 100 Arbitri: Bonaventura, Bonaventura |
| 14 decembrie 2015 15:30 | 5× 2×  | Cronica | 6× 2×            | Jyske Bank Boxen, Herning Asistență: 100 Arbitri: Bonaventura, Bonaventura |

#### Meciul pentru locul 21
| 14 decembrie 2015 13:00 | Tunisia    | 39 - 23 | Kazahstan         | Jyske Bank Boxen, Herning Asistență: 100 Arbitri: Arntsen, Røen |
| 14 decembrie 2015 13:00 | Hamrouni 9 | (16–12) | Rodina, Tankina 5 | Jyske Bank Boxen, Herning Asistență: 100 Arbitri: Arntsen, Røen |
| 14 decembrie 2015 13:00 | 2× 1×      | Cronica | 7× 3×             | Jyske Bank Boxen, Herning Asistență: 100 Arbitri: Arntsen, Røen |

## Clasament și statistici
|  | Calificată la Jocurile Olimpice și Campionatul Mondial din 2017 |
|  | Calificată la Turneul de calificare la Jocurile Olimpice        |

| Loc | Echipă        |
| --- | ------------- |
|     | Norvegia      |
|     | Țările de Jos |
|     | România       |
| 4   | Polonia       |
| 5   | Rusia         |
| 6   | Danemarca     |
| 7   | Franța        |
| 8   | Muntenegru    |
| 9   | Suedia        |
| 10  | Brazilia      |
| 11  | Ungaria       |
| 12  | Spania        |
| 13  | Germania      |
| 14  | Coreea de Sud |
| 15  | Serbia        |
| 16  | Angola        |
| 17  | China         |
| 18  | Argentina     |
| 19  | Japonia       |
| 20  | Puerto Rico   |
| 21  | Tunisia       |
| 22  | Kazahstan     |
| 23  | Cuba          |
| 24  | RD Congo      |

| Campionatul Mondial de Handbal Feminin 2015 · Norvegia · Al treilea titlu Echipa: Kari Aalvik Grimsbø, Silje Solberg, Mari Molid, Veronika Kristiansen, Ida Alstad, Heidi Løke, Stine Skogrand, Nora Mørk, Stine Bredal Oftedal, Linn Jørum Sulland, Pernille Wibe, Betina Riegelhuth, Amanda Kurtović, Camilla Herrem, Sanna Solberg, Marta Tomac. · Antrenori principali: Thorir Hergeirsson, Mia Hermansson Högdahl. |

| Post                         | Handbalistă                   |
| ---------------------------- | ----------------------------- |
| Portar                       | Tess Wester (NED)             |
| Extremă stânga               | Valentina Ardean-Elisei (ROU) |
| Inter stânga                 | Cristina Neagu (ROU)          |
| Pivot                        | Heidi Løke (NOR)              |
| Coordonator                  | Stine Bredal Oftedal (NOR)    |
| Inter dreapta                | Nora Mørk (NOR)               |
| Extremă dreapta              | Jovanka Radičević (MNE)       |
| Jucătoarea competiției (MVP) | Cristina Neagu (ROU)          |

| Post            | Handbalistă             |
| --------------- | ----------------------- |
| Portar          | Laura Glauser (FRA)     |
| Extremă stânga  | Livia Veranes (CUB)     |
| Inter stânga    | Anne Mette Hansen (DEN) |
| Pivot           | Ru Qiao (CHN)           |
| Coordonator     | Eliza Buceschi (ROU)    |
| Inter dreapta   | Monika Kobylińska (POL) |
| Extremă dreapta | Anna Viahireva (RUS)    |

| Poz. | Nume                  | Goluri | Șuturi | %  |
| ---- | --------------------- | ------ | ------ | -- |
| 1    | Cristina Neagu        | 63     | 104    | 61 |
| 2    | Jovanka Radičević     | 60     | 85     | 71 |
| 3    | Karolina Kudłacz-Gloc | 52     | 82     | 63 |
| 3    | Anna Viahireva        | 52     | 76     | 68 |
| 5    | Estavana Polman       | 51     | 86     | 59 |
| 6    | Katarina Bulatović    | 49     | 80     | 61 |
| 7    | Stine Jørgensen       | 48     | 75     | 64 |
| 8    | Christianne Mwasesa   | 45     | 87     | 52 |
| 9    | Nora Mørk             | 44     | 76     | 58 |
| 10   | Natália Bernardo      | 43     | 60     | 72 |
| 10   | Mouna Chebbah         | 43     | 80     | 54 |

| Poz. | Nume                | %  | Parade | Șuturi |
| ---- | ------------------- | -- | ------ | ------ |
| 1    | Tess Wester         | 43 | 120    | 277    |
| 2    | Darly de Paula      | 42 | 28     | 66     |
| 3    | Rikke Poulsen       | 41 | 76     | 186    |
| 4    | Kari Aalvik Grimsbø | 40 | 80     | 201    |
| 5    | Johanna Bundsen     | 39 | 56     | 145    |
| 5    | Filippa Idéhn       | 39 | 40     | 102    |
| 7    | Mayssa Pessoa       | 38 | 28     | 74     |
| 7    | Silje Solberg       | 38 | 52     | 138    |
| 9    | Laura Glauser       | 26 | 41     | 113    |
| 9    | Katja Kramarczyk    | 26 | 56     | 155    |
| 9    | Nesrine Hamza       | 26 | 26     | 73     |